# Condado de Douglas (Nebraska)
O Condado de Douglas (em inglês:  Douglas County) é um dos 93 condados do estado norte-americano do Nebraska. A sede e maior cidade do condado é Omaha. Foi fundado em 1854 e o seu nome é uma homenagem ao senador Stephen A. Douglas (1813-1861).
O condado tem uma área de 879 km², dos quais 851 km² estão cobertos por terra e 28 km² por água, uma população de 517 110 habitantes, e uma densidade populacional de 607,9 hab/km² (segundo o censo nacional de 2010). É o condado mais populoso do Nebraska.